# Eresia datis
Eresia datis är en fjärilsart som beskrevs av William Chapman Hewitson 1864. Eresia datis ingår i släktet Eresia och familjen praktfjärilar. Inga underarter finns listade i Catalogue of Life.

## Bildgalleri

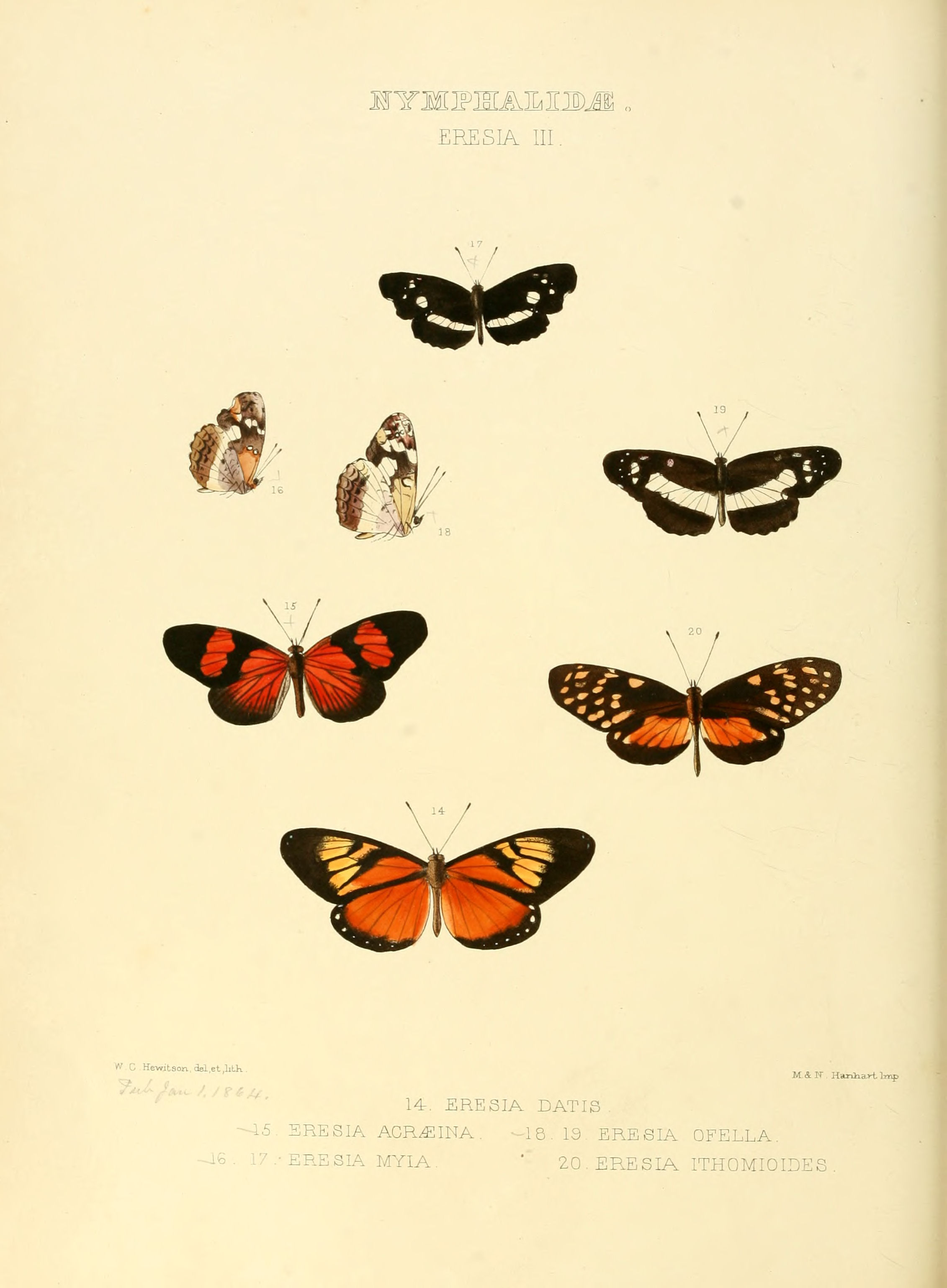
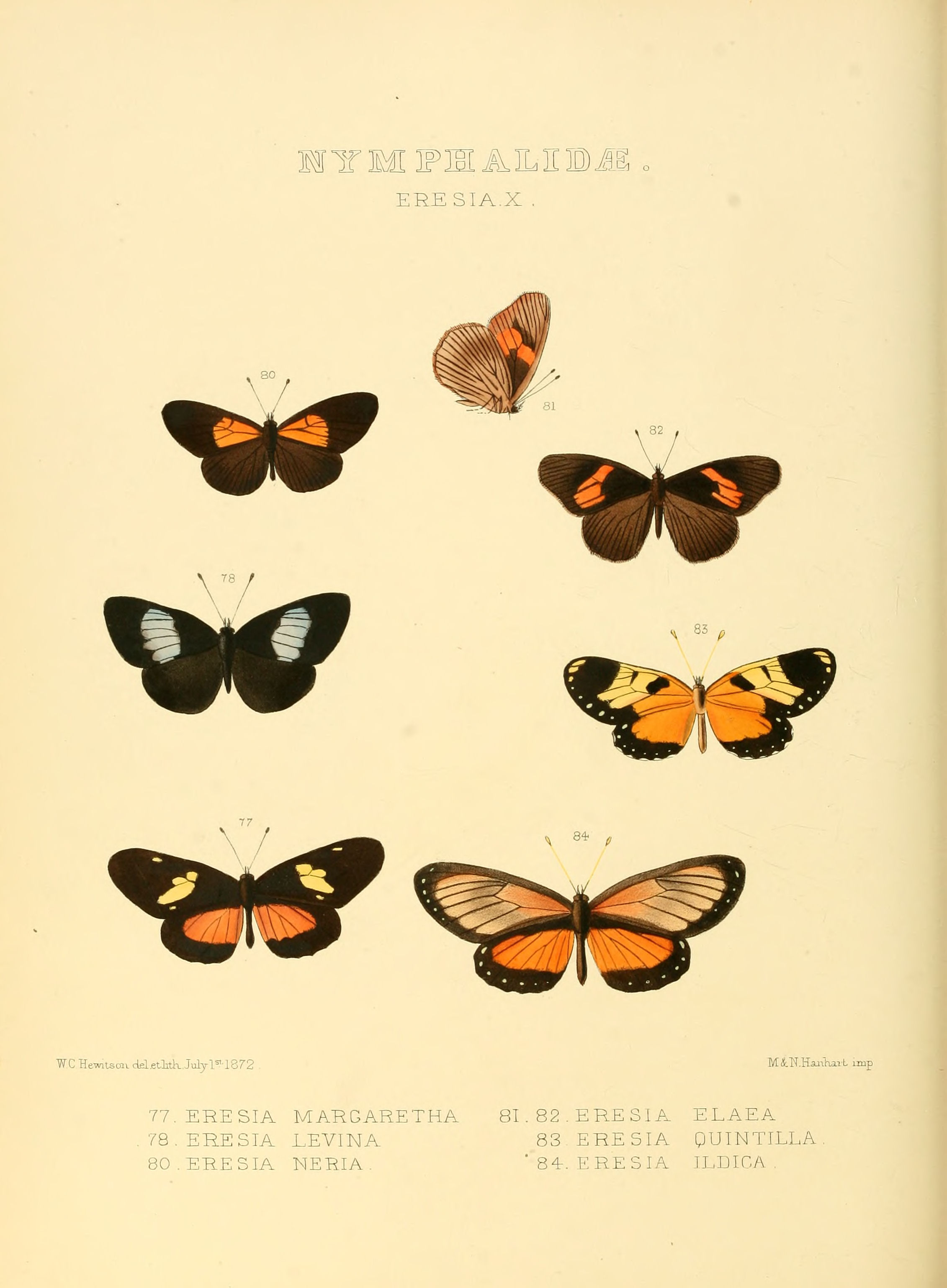